# كواليتي ستريت
كواليتي ستريت (بالإنجليزية: َQuality Street)‏ أو كما تُعرف بـحلويات ماكنتوش نسبةً إلى صانعها، هي عبارة عن حلويات في علبة المُنتجة حالياً من قِبل شركة نستله، اُنتجت في هاليفاكس غرب يوركشاير في إنجلترا عام 1936. تختلف مكونات الحلويات في العلبة وتُغلف بألوان مُختلفة.

## التاريخ
في عام 1890 افتتح الإنجليزي جون ماكنتوش متجراً في منطقة هاليفاكس في إنجلترا، حيث قامت زوجته بابتكار نوعاً من الحلوى عن طريق خلط التوفي والكراميل مع الإضافات غير المكلفة كالحليب والبندق والسكر والبيض، واصل الإنتاج بنجاح مُستمر حتى قام بافتتاح أول مصنع للحلوى في العالم في عام 1898، تعرض المصنع للحريق في 1909، حينها قام جون ماكنتوش بشراء مصنع للسجاد القديم وتحويله لمنشأة جديدة، عندما توفى جون ماكنتوش ورث ابنه هارولد ثروته وقام في عام 1936 ببناء شركة كواليتي ستريت، وسبب التسمية مأخوذ من مسرحية لها نفس الاسم كانت سبب إلهام هارولد، وفي عام 1988 قامت شركة نستله بشراء العلامة التجارية لكواليتي ستريت لتستمر في إنتاجها حتى الآن.

## الحلويات
تتغير الحلويات على مدار السنوات، واعتباراً من ديسمبر 2012 هُناك 12 نكهة مُختلفة مُغلفة كُلاً على حِدا بلون مُختلف، وتكون مصنوعة إما من الشوكولاتة أو التوفي، وهي على النحو التالي:
- حليب الشوكولاته مع البندق مع الكراميل (غلاف بنفسجي)
- مثلث الشوكولاتة الخضراء (غلاف أخضر ذو شكل مثلث)
- إصبع حلوى الشوكولاتة (غلاف ذهبي على شكل اصبع)
- الفراولة البهجة (غلاف أحمر)
- الكرمل الدوامة (الغلاف الأصفر)
- حليب شوكو بلوك (غلاف أخضر)
- برتقال الكرانش (غلاف برتقالي على شكل ثماني أضلاع)
- الكريم البرتقالي (غلاف برتقالي)
- حلوى ديولكس (غلاف بني)
- حلوى الفانيلا (غلاف وردي)
- إيكلير جوز الهند (غلاف أزرق)
- بيني توفي (غلاف ذهبي ذو شكل دائري)